# Natatolana imicola
Natatolana imicola là một loài chân đều trong họ Cirolanidae. Loài này được Dollfus miêu tả khoa học năm 1903.